# Jedward
John Paul Henry Daniel Richard Grimes és Edward Peter Anthony Kevin Patrick Grimes (Dublin, 1991. október 16.) ikrek, egy ír pop-rapduó, akik Jedward név alatt lépnek fel. A 2009-es, hatodik brit The X Factor-ban tűntek fel először, ahol a hatodik helyen végeztek, mentoruk pedig Louis Walsh volt.
Az RTÉ ír köztelevízió 2011. február 11-én, a The Late Late Show keretén belül megrendezett Eurosong 2011 nemzeti döntőjében a Lipstick című dallal, az ötfős mezőnyben győztek 98 ponttal. A zsűrinél a második, míg a nézői szavazatoknál az első helyet szerezte meg. Az Eurovíziós Dalfesztiválon a nyolcadik helyet szerezték meg a döntőben, az RTÉ-n a közvetítést annyian nézték, mint 1997 óta sosem.[forrás?]
A 2012. február 24-én megrendezett nemzeti döntőt ismét ők nyerték, a Waterline című dallal, így a 2012-es Eurovíziós Dalfesztiválon is az ikrek állhattak színpadra Írország képviseletében.
Első albumuk címe Under Pressure (Ice Ice Baby) volt, amit Vanilla Ice-szal készítettek, és 2010. február 1-jén jelent meg.
A második albumukat ami Victory névre hallgat Írországban 2011. augusztus 5-én az Egyesült Királyságban pedig augusztus 15-én adták ki. 2011-ben, Írországban ez volt a 18. legjobban eladott album. Egyébként a Lipstick is erről a korongról származik.
A harmadik albumukat, a Young Love-ot 2012. június 22-én adták ki. A Waterline című szám erről származik de ez már  az album kijövetele előtt meg lett jelentetve.

## Magánélet és a kezdetek
John Paul Henry Daniel Richard Grimes és Edward Peter Anthony Kevin Patrick Grimes 1991. október 16-án Dublinban a Rotunda Hospital-ban látták meg napvilágot. Anyjuk Susanna tanárnő, apjuk John pedig számítógépes munkát végez. Van egy idősebb testvérük Kevin. Első iskolájuk a Scoil Bhríde National School volt Rathangan-ban. Utána négy évig a King's Hospital School-ba jártak, ám ott folyamatosan terror alatt voltak pop rajongásuk miatt. Végül a Dublin Institute of Education iskolában tanultak. Ott különböző tehetségkutatókon vettek részt amikre Britney Spears, Justin Timberlake és a Backstreet Boys inspirálta őket. Atlétikai versenyeken is részt vettek. Egy ideig az Xbox 360 játéktesztelőjeként dolgoztak a Microsoft-nál.

### Érdekes tények
- John 10 perccel idősebb Edwardnál
- Koraszülöttek voltak. Három hónappal előbb jöttek világra mint ahogyan kellett volna.
- Kedvenc gyümölcsük az eper.
- Kedvenc színeik a piros és a kék.
- Hogy könnyebben meg lehessen őket különböztetni, általában a képeken John van bal oldalon míg Edward a jobbon.
- kedvenc testrészük magukon a szemük.
- Legelőször az anyukájuk hívta őket Jedward-nek. Azt hitte, hogy John az ám az utolsó pillanatban rájött, hogy Edward, így véletlenül ezt mondta.

## Fordítás
- Ez a szócikk részben vagy egészben  a   Jedward című angol Wikipédia-szócikk fordításán alapul.  Az eredeti cikk szerkesztőit annak laptörténete sorolja fel. Ez a jelzés csupán a megfogalmazás eredetét és a szerzői jogokat jelzi, nem szolgál a cikkben szereplő információk forrásmegjelöléseként.

## Lásd még
- 2011-es Eurovíziós Dalfesztivál
- Lipstick
- Írország az Eurovíziós Dalfesztiválokon